# Новачани (Кошице-околина)
Новачани (слч. Nováčany) насељено је мјесто са административним статусом сеоске општине (слч. obec) у округу Кошице-околина, у Кошичком крају, Словачка Република.

## Становништво
| Година:    | 1994. | 2004.   | 2014.    | 2024.   |
| ---------- | ----- | ------- | -------- | ------- |
| Број људи: | 631   | 679     | 752      | 758     |
| Разлика:   |       | +7,60 % | +10,75 % | +0,79 % |

| Година:    | 2023. | 2024.   |
| ---------- | ----- | ------- |
| Број људи: | 761   | 758     |
| Разлика:   |       | -0,39 % |

Према подацима о броју становника из 2011. године насеље је имало 716 становника.